# Jostein Gaarder

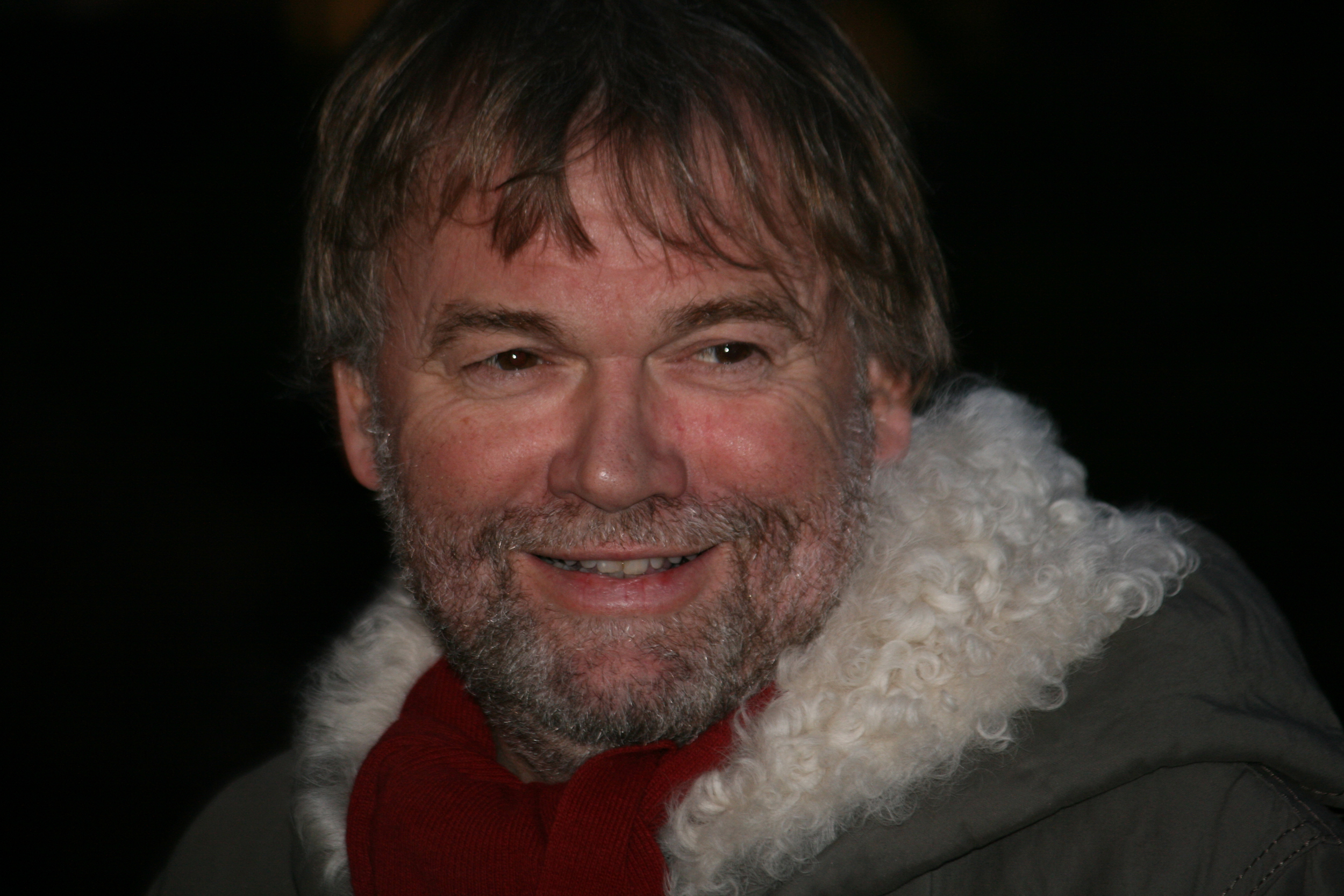
Jostein Gaarder in 2009

Jostein Gaarder (Oslo, 8 augustus 1952) is een Noors (kinderboeken)schrijver. Zijn bekendste boek is De wereld van Sofie, een internationale bestseller die op een luchtige wijze de geschiedenis van de westerse filosofie beschrijft.

## Loopbaan
Jostein Gaarder studeerde filosofie, theologie en literatuur aan de Universiteit van Oslo. Nadat hij daar was afgestudeerd, gaf hij tien jaar les in filosofie in Bergen. 
De wereld van Sofie, dat in 1991 verscheen, betekende zijn internationale doorbraak als schrijver. Het was bedoeld voor kinderen, maar werd ook veel door volwassenen gelezen. In 1994 ontving hij voor dit boek de Duitse jeugdliteratuurprijs. De wereld van Sofie is inmiddels in meer dan 50 talen vertaald en in 1999 verfilmd. Na dit internationale succes kon hij leven van de opbrengst van zijn boeken.
Het boek Het geheim van de kaarten verscheen in 1990 en werd een jaar later met de Noorse literatuurprijs bekroond.
Gaarder woont met zijn vrouw, de theaterwetenschapper Siri Dannevig, in Oslo en heeft twee kinderen.

## Prijzen
- 1994 : Duitse Jeugdliteratuurprijs voor De wereld van Sofie
- 1996 : Buxtehuder Bulle voor Door een spiegel, in raadselen
- 1999 : Het kikkerpaleis genomineerd door de Nederlandse Kinderjury

- Bibsys: 90095949
- Biblioteca Nacional de España: XX935193
- Bibliothèque nationale de France: cb14024229c (data)
- Catàleg d'autoritats de noms i títols de Catalunya: 981058510672506706
- CiNii: DA08606096
- Digitale Bibliotheek voor de Nederlandse Letteren: gaar002
- Gemeinsame Normdatei: 119306271
- International Standard Name Identifier: 0000 0000 0107 0394
- Library of Congress Control Number: n94041978
- Nationale Bibliotheek van Letland: 000007250
- MusicBrainz: 9da2ec67-c744-473a-80b4-773e4f55933b
- Bibliotheek van het Japanse parlement: 00513349
- Nationale Bibliotheek van Tsjechië: jn19990002512
- Nationale bibliotheek van Australië: 35677261
- Nationale Bibliotheek van Israël: 987007307974105171
- Nationale Bibliotheek van Polen: a0000001204156
- Nationale en Universitaire bibliotheek Zagreb: 000122218
- Nederlandse Thesaurus van Auteursnamen: 119684756
- Istituto Centrale per il Catalogo Unico: LO1V142347
- LIBRIS: 208069
- SNAC: w66m703w
- Système universitaire de documentation: 028849310
- Trove: 1038240
- Virtual International Authority File: 54345762
- WorldCat: E39PBJkCXhGd4Vc6JJh46Hjgrq